# Ortilia liriope
Espèce
Ortilia liriope est une espèce d'insectes lépidoptères (papillons) de la famille des Nymphalidae, de la sous-famille des Nymphalinae et du genre Ortilia.

## Dénomination
Ortilia liriope a été décrit par Pieter Cramer en 1775 sous le nom de Papilio liriope.

## Description
Ortilia liriope est un papillon au dessus orange cuivré très largement bordé de marron avec aux ailes antérieures une suffusion basale marron et aux ailes postérieures une ligne submarginale de chevrons orange dans la bordure marron.
Le revers est de couleur orange ornementé d'une ligne submarginale de chevrons cuivrés, de lignes cuivrées et aux ailes postérieures d'une ligne de points marron entre la ligne de chevrons et la première ligne cuivrée.

## Biologie

### Plantes hôtes
Les plantes hôtes de sa chenille seraient des Justicia (Acanthaceae).

## Écologie et distribution
Ortilia liriope est présent en Guyane, en Guyana, au Surinam et dans le nord du Brésil.

### Protection
Pas de statut de protection particulier.